# Placochelys placodonta
A Placochelys placodonta a kihalt kavicsfogú álteknősök rendjébe tartozó Placochelys nem egyetlen ismert faja.
Magyarország egyik leghíresebb ősmaradványa az e fajba tartozó Veszprém városában meglelt bakonyi kavicsfogú álteknős. A késő triászban a Kárpát-medence területét elborító tengerben élt, körülbelül 210–230 millió évvel ezelőtt. Tengeri élőlényekkel, puhatestűekkel és pörgekarúakkal táplálkozott. Ezen kívül a Megalodon nembe tartozó kagylók is a táplálékukat képezhették, valamint különböző tüskésbőrűek. Táplálékuk kemény héját erős, kavicsszerű fogaival tudta összeroppantani. 

## Felfedezése és vizsgálata
A veszprémi márgában a felső triász rétegekben, 1901-ben bukkant rá a Jeruzsálemhegyen (ma a Dózsa György utca és a Tűzoltóság található a felfedezése helyén) Laczkó Dezső piarista tanár (a veszprémi Laczkó Dezső Múzeum névadója). Az eredeti páncélzatnak mintegy a harmada került elő, valamint a teljes koponya és a csontváz nagyobb része. A faj leírásához felhasznált úgynevezett holotípust a Magyar Állami Földtani Intézetnek ajándékozta Laczkó Dezső. Az intézet jelenleg Magyar Bányászati és Földtani Szolgálat néven működik.
A berlini paleontológus, Otto Jaekel írta le a kavicsfogú álteknőst 1902-ben, majd 1911-ben újabb tanulmányában. A részben a befoglaló kőzettel együtt kibontott maradványokat 1931-ben Drevermann herpetológus felügyelete alatt történt a leletek teljes preparálása. A leleteket Németországban meg szerették volna vásárolni, azonban Laczkó Dezső nem engedett az ajánlatnak és ma is a Magyar Földtani és Geofizikai Intézet gyűjteményét gyarapítják.(MBFSZ budapesti, Stefánia úti székházában.) A preparálás után értékelhetővé vált anatómiai információkat Friedrich von Huene tette közzé tanulmányában.

## Anatómiája
A páncél kúpos lemezkékből állt, a végtagok, megkönnyítendő az úszást, hosszúra nyúltak. Az állat szájában, az alsó állkapcsában 4, a felsőben 10, tehát összesen 14 kis golyócskára emlékeztető „kavicsfog” ült, amelyek erősen emlékeztetnek a kaliforniai félsziget partvidékén élő tengeri vidra (Enhydra lutris) fogazatához. Ezen analógia szép példája a konvergens evolúciónak. Feltehetően a kavicsfogú álteknős is kemény héjú állatokkal, kagylókkal, pörgekarúakkal, tüskésbőrűekkel táplálkozhatott. Az állkapocs szélét vélhetően szaruanyagú párkány fedhette. A belső orrnyílások elöl fekszenek, a vomer (ekecsont) nyúlványa osztja ketté, a szájpadlás rendkívül erőteljes és rajta foglalnak helyet a nagy, lapos fogak. A teknősöktől eltérően páncélzatuk nem állt kapcsolatban a csontvázzal, alkotásában a bordák nem vettek részt.

## Élőhelye

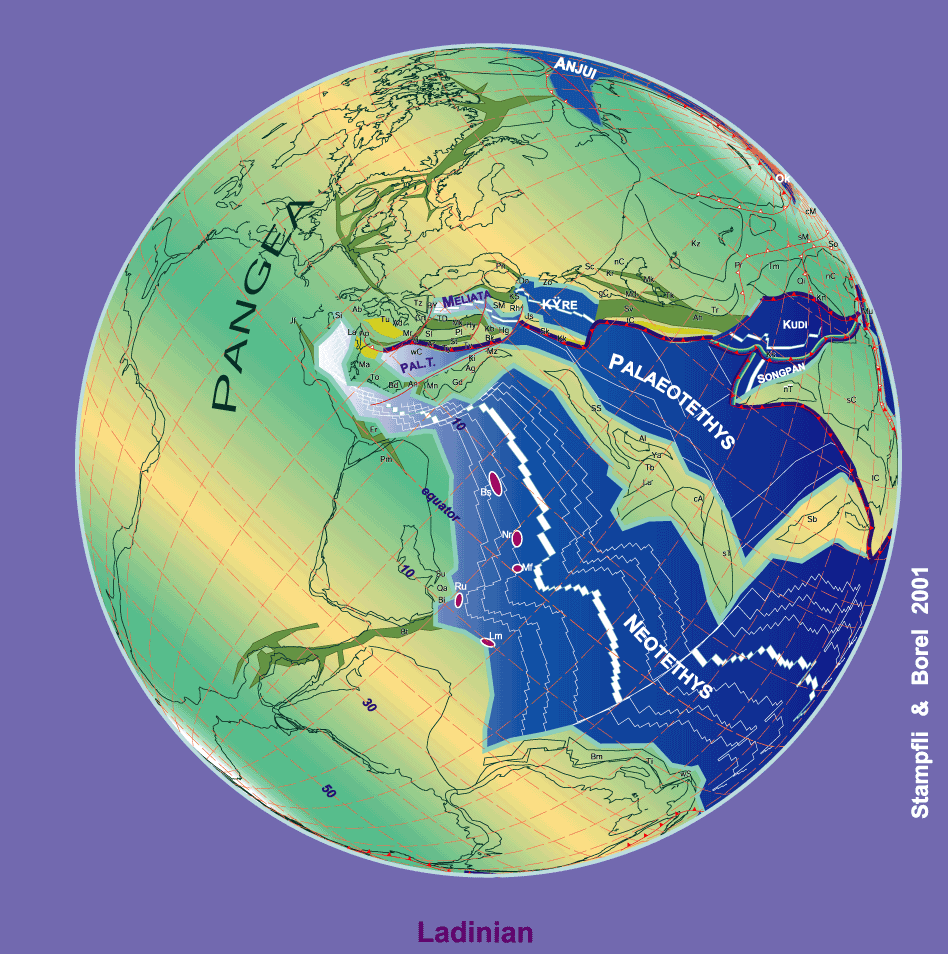
A Tethys és a kontinensek helyzete 230 millió éve, amikor a Placochelys placodonta élt. A korabeli Bakony őse az északi szélesség 10. foka körül, a Tethys nyugati öblében látható karéjszerű mikrokontinenshez tartozott.

A kőzet, amiben a leletet felfedezték, sokat elárul az állat egykori életkörülményeiről. A veszprémi márga eredetileg a nagy Tethys-óceán nyugati öblében halmozódott fel, ahol kisebb óceáni és szárazföldi kéregdarabok helyezkedtek el, a mai karibi tenger környékéhez hasonlóan. Ebben a környezetben az egyik mikrokontinenst, amely a Gondwanaból törött le, a perm időszak alatt jelentősen lepusztult és a triász elején tengerelöntés érte. A sekély tengerrel borított, forró, trópusi tengerben a lassan süllyedő kontinentális kéreggel az üledékfelhalmozódás lépést tudott tartani és néhol kis szigetek, míg megint máshol a Variszkuszi hegységrendszer roncsaiból sziklás tengerpartok alakultak ki (Germán-medence, Erdély, Veporidák környezete). A kavicsfogú álteknős a mai tengeri teknősökhöz hasonlóan feltételezhetően a sziklás szigetek és a lagúnák mögötti padok homokjában költött. Testalkatából következik, hogy a szárazföldön csak nagyon esetlenül tudott volna mozogni. A páncélzatán feltehetően moszatok, mohaállatok és hidraállatok kis közössége élhetett.

## Képek

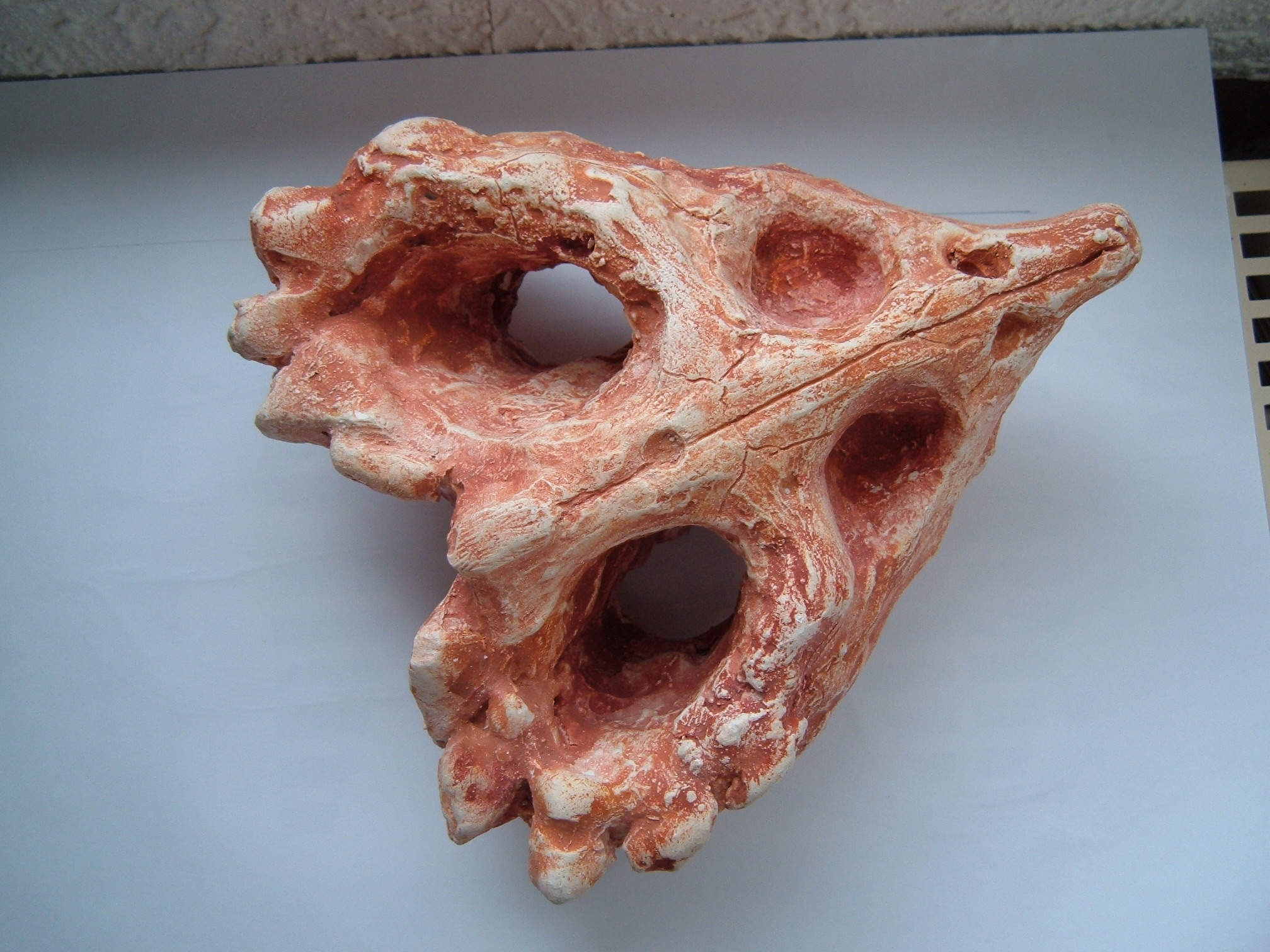
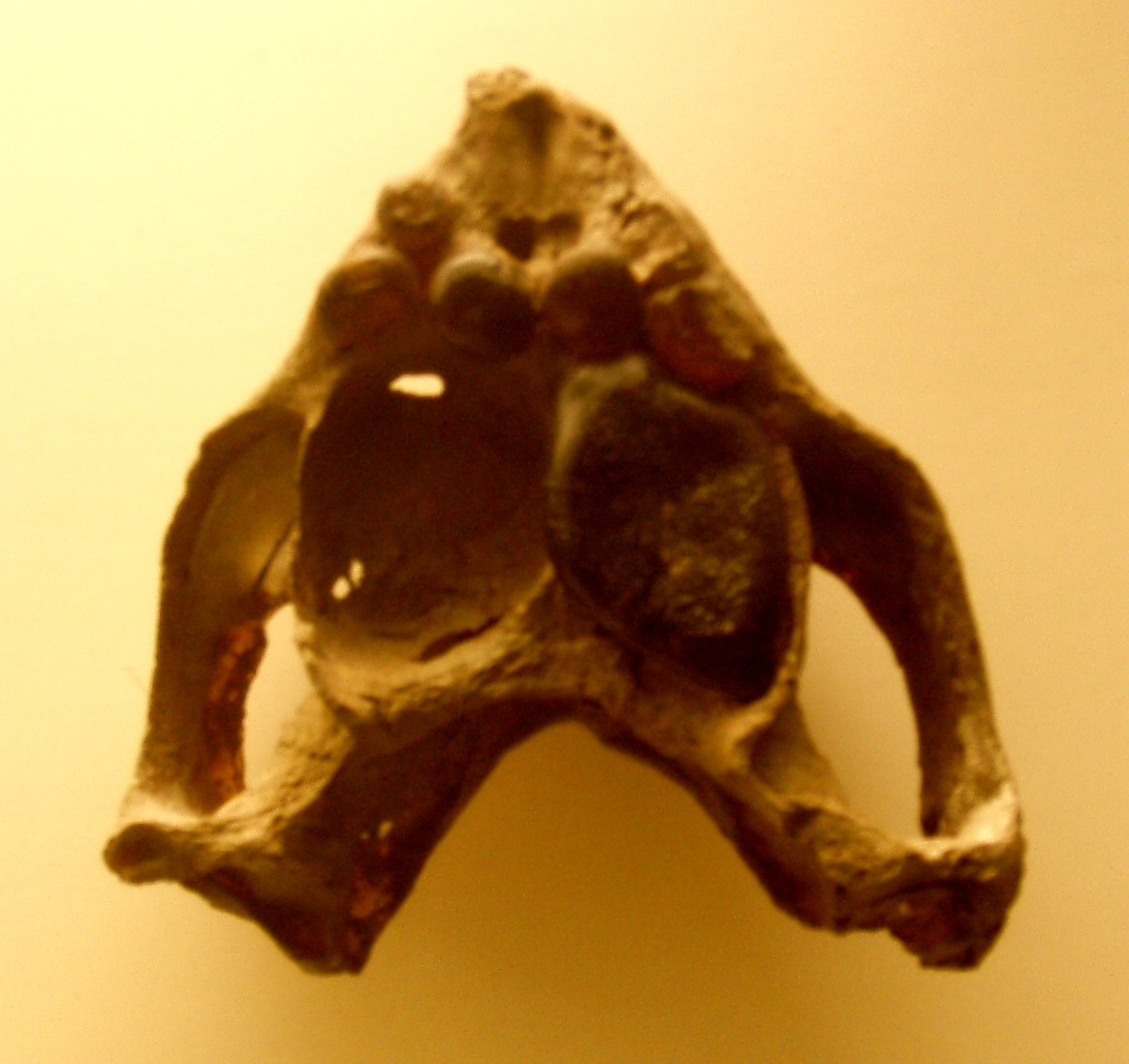

## Külső hivatkozások
- http://www.veszpremiszemle.hu/index.php?option=com_phocadownload&view=category&download=96:veszpremi-szemle-53&id=1:vszemle
- https://doi.org/10.1007/s12549-020-00432-5
- The cranial anatomy of Placochelys placodonta Jaekel, 1902, and a review of the Cyamodontoidea (Reptilia, Placodonta) (2001)
- PLACODONTS: THE BIZARRE ‘WALRUS-TURTLES’ OF THE TRIASSIC